# 科上郷
科上郷（しなのえごう）は、平安時代に日本の陸奥国宮城郡にあった郷である。位置は不明。
『倭名類聚抄』で宮城郡の郷を列挙する中にのみ見える。ただし、『続日本紀』延暦4年（785年）4月7日条には国府付近に設けられた階上郡に関する記事があり、階は「しな」とも読める字である。階上郡が科上郷を中心にして国府付近に設けられた郡であるなら、科上郷も国府多賀城からそう離れていない場所であろうが、それ以上の手がかりはない。明治時代の歴史地理学者吉田東伍は宮城郡の郷を割り振って、科上郷を七北田村（現在の仙台市泉区七北田）付近と推定した。